# Karel Novák
Karel Novák (9 dicembre 1925 – 13 novembre 2007) è stato un calciatore e fotografo cecoslovacco, di ruolo attaccante.

## Carriera

### Nazionale
Il 29 novembre del 1952 debutta a Tirana contro la Nazionale albanese (3-2).

## Altre attività
Dopo il ritiro divenne un importante fotografo sportivo e partecipò in questa veste a diversi Campionati del Mondo e Giochi Olimpici. Nel 1956 un suo documentario sulle OLimpiadi Invernali venne premiato a Cannes come miglior film sportivo. Fu anche fotografo ufficiale della Federcalcio locale.